# جرج ای. دیوید
جرج ای. دیوید، (به انگلیسی: George A. David) (زاده ۱۹۳۷) کارآفرین، بازرگان و مدیر ارشد اجرایی یونانی است، که در حال حاضر به‌عنوان رییس هیئت مدیره شرکت کوکاکولا هلنیک فعالیت می‌کند.